# Xã Rames, Quận Tripp, Nam Dakota
Xã Rames (tiếng Anh: Rames Township) là một xã thuộc quận Tripp, tiểu bang Nam Dakota, Hoa Kỳ. Năm 2010, dân số của xã này là 40 người.